# Kałęczyn (powiat ostrowski)
Kałęczyn – wieś sołecka w Polsce położona w województwie mazowieckim, w powiecie ostrowskim, w gminie Nur.
W latach 1975–1998 miejscowość należała administracyjnie do województwa łomżyńskiego.
Wierni Kościoła rzymskokatolickiego należą do parafii Przemienienia Pańskiego w Zuzeli.

## Historia
Miejscowość założona najprawdopodobniej w XV w. Wieś kościelna, należąca do klasztoru kanoników regularnych z Czerwińska, w której uprawiano ponad 7 włók ziemi.
Nazwa wsi pochodzi od osobowego miana Kałęka. Spis podatkowy z 1578 roku wymienia nazwę Kalenczino.
Własność klasztorna do roku 1797, w którym to władze pruskie przejęły dobra ziemskie kanoników. Po 1807 roku miejscowość należała do Księstwa Warszawskiego, następnie stanowiła własność Królestwa Polskiego. Do 1864 roku wieś rządowa zarządzana przez Komisję Skarbu Królestwa Polskiego.
W 1817 roku znajdowało się tu 15 domów i 97 mieszkańców. W 1827 we wsi 16 domostw zamieszkiwanych przez 112 mieszkańców.
W roku 1864 nastąpiło uwłaszczenie ziemi rządowej. W 1891 naliczono tu 15 domów i 143 mieszkańców. Mieszkali tu wyłącznie chłopi, którzy prowadzili w tym czasie 22 gospodarstwa.
W roku 1921 we wsi 31 domów i 226 mieszkańców. Kałęczyn należał do gminy Szulborze-Koty i parafii Zuzela.